# 資産負債アプローチ
資産負債アプローチ（しさんふさいアプローチ）とは、一会計期間における企業の富（企業価値）の増加の測定値を利益と捉える会計観を言う。純粋な資産負債アプローチによれば、資産と負債の差額として利益を算出するため、貸借対照表の純資産増加額（資本取引を除く）と損益計算書の利益が一致するというクリーン・サープラス関係が保たれる。日本の会計基準においては、資産負債の増減のみならず投資のリスクから解放されることが収益費用を認識する要件となる為、その他有価証券評価差額金・繰延ヘッジ損益・土地再評価差額金・為替換算調整勘定等が損益計算書を経由せずに貸借対照表の純資産の部に直入される。そのためクリーン・サープラス関係（連携利益観）ではなくダーティ・サープラス関係（非連携利益観）であるといわれることがあるが、貸借対照表の純資産の部における株主資本の増加額若しくは減少額（資本取引を除く）が損益計算書の利益の増加額若しくは減少額と一致するという意味においては、クリーン・サープラス関係（連携利益観）が保たれていると日本基準では考えている（日本版クリーンサープラス）。